# Lake Karaka
Der Lake Karaka ist ein Dünensee im Kaipara District der Region Northland auf der Nordinsel von Neuseeland.

## Geographie
Der Lake Karaka befindet sich auf der Halbinsel, die den Kaipara Harbour von der Tasmansee trennt. Er liegt zwischen festen Dünen im Osten und Wanderdünen im Westen. Rund 2 km östlich der Küste zur Tasmansee und rund 2 km nordnordwestlich des Lake Mōkeno erstreckt sich der eine dreieckige Form besitzende Lake Karaka über eine Fläche von rund 11,1 Hektar. Seine Länge misst rund 580 m in Ost-West-Richtung und seine maximale Breite rund 470 m in Nordnordwest-Südsüdost-Richtung. Der See besitzt eine maximale Tiefe von 5,4 m und hat einen Umfang von rund 1,75 km.
Es gibt keine regulären Zu- oder Abflüsse des Sees.
Das unmittelbare Einzugsgebiet des Lake Karaka ist durch 25 % Weideflächen geprägt, sich östlich des Sees erstreckend, wogegen sich im Norden und im Süden Flachs-, Seggen- und Raupō-Feuchtgebiete ausdehnen, die 75 % des Wassereinzugsgebietes ausmachen. An der westlichen Spitze des Lake Karaka hat der See leichten Kontakt zu dem großen Gebiet der Sanddünen der Küste.